# André Ier de Vitré
Pour les articles homonymes, voir André Ier.
André Ier de Vitré (né vers 1064 et mort entre 1121 et 1131 au plus tard) est un baron de Vitré à partir d'environ 1076 jusqu'à sa mort, soit environ une cinquantaine d'années de règne.

## Biographie
André Ier dom de Vitré est l'aîné des fils de Robert Ier et de l'une de ses deux épouses homonymes Berthe fille de Garin de Craon ou Berthe d'origine inconnue.
Il succède à son père après 1076 et épouse vers 1091 Agnès, dame de Ryes en Normandie, fille de Robert de Mortain. D'après Pierre Le Baud, ce mariage aurait été conclu après une guerre opposant André Ier à ce comte de Mortain. En échange de la libération du comte normand, André reçoit également six seigneuries dans les Cornouailles, dont le riche Triggshire. Bien qu'il soit peu probable qu'André se soit un jour rendu en Angleterre, les liens qu'il entretient outre-Manche sont importants. S'il y possède des fiefs depuis 1080 environ, c'est surtout son entourage qui s'y établit, à l'image de son fils Gervais, également seigneur d'Acigné, et d'un possible frère ou demi-frère, Guy de Craon, baron de Freiston, dont les descendants directs s'enracinent dans le Lincolnshire jusqu'au milieu du XIIIe siècle,. 
Selon Louis Du Bois, le baron de Vitré aurait participé à une guerre auprès (ou contre) d'Alain Fergent, duc de Bretagne, en 1112, qui aurait poussé le souverain à abdiquer en faveur de son fils, Conan III. Cela tend plutôt à être contredit par l'historiographie récente qui pointe à quel point André Ier est un vassal fidèle ; il reconnaît sans difficulté l'autorité du duc Alain Fergent et de son successeur Conan III de Bretagne. En 1116 il remet, en présence de ce dernier, l'église Notre-Dame de Vitré à l'abbaye de Saint-Melaine. En 1119 il assiste à Rennes avec son fils Robert aux obsèques du duc Alain Fergent.
Selon Arthur de La Borderie « en 1132, Conan III était maître de Vitré et y exerçait son autorité au détriment du seigneur naturel de cette terre le baron André Ier. On ignore le motif de ce conflit ». Il semble ici qu'il y ait confusion puisque, si Pierre Le Baud, dans le sillage duquel La Borderie se trouve, cite 1135 comme l'année de la mort d'André Ier, il apparaît désormais que Robert II, fils de celui-ci, lui succède au plus tard en 1131. Or, s'il semble bien que le duc de Bretagne s'est emparé de Vitré en 1132, c'est déjà pour s'opposer à Robert le Vieux dans le cadre d'un conflit qui reste obscur. Ainsi, à sa mort, André aurait bien été inhumé à Vitré, dans le chapitre de l'église Notre-Dame.

## Union et postérité
De son mariage avec Agnès de Mortain (également nommée Agnès de Morlaix), naissent :
- Marquise ?
- Robert II de Vitré dit le Vieux ; également comte de Mortain ;
- Gervais de Vitré, seigneur d'Acigné, père des milites Guilaume de Vitré et Renaud de Vitré dominus d'Acigné. Auteur de la « parenté dite B » de cette famille[12] ;
- Elie.

Un certain Eudes (mort en 1158) est parfois considéré comme étant son fils, mais il semblerait en fait qu'il y ait confusion avec Eudes de Vitry, châtelain de Vitry et comte de Rethel.